# Хемптон (Арканзас)
Хемптон (енгл. Hampton) град је у америчкој савезној држави Арканзас.

## Демографија
По попису из 2010. године број становника је 1.324, што је 255 (-16,1%) становника мање него 2000. године.
| Група             | 2000.         | 2010.       |
| Белци             | 1.040 (65,9%) | 864 (65,3%) |
| Афроамериканци    | 506 (32,0%)   | 395 (29,8%) |
| Азијати           | 0 (0,0%)      | 0 (0,0%)    |
| Хиспаноамериканци | 22 (1,4%)     | 56 (4,2%)   |
| Укупно            | 1.579         | 1.324       |